# Fabian Hürzeler
Fabian Marc Hürzeler (* 26. Februar 1993 in Houston, Texas, USA) ist ein ehemaliger deutsch-schweizerischer Fußballspieler und heutiger Fußballtrainer. Er ist seit Juli 2024 Cheftrainer von Brighton & Hove Albion.

## Privates
Hürzeler wurde in Houston im US-Bundesstaat Texas geboren, während sein Vater dort als Zahnarzt arbeitete. Als er zwei Jahre alt war, zog die Familie nach Freiburg im Breisgau, drei Jahre später nach München, wo er im Stadtteil Daglfing aufwuchs. Sein Vater ist Schweizer, seine Mutter Deutsche. Er besitzt daher die deutsche, die schweizerische und – wegen des Geburtsortsprinzips – die US-Staatsbürgerschaft.

## Spielerkarriere

### Im Verein
Hürzeler begann beim SV Helios-Daglfing mit dem Fußballspielen und wechselte 2004 in das Nachwuchsleistungszentrum des FC Bayern München. Dort durchlief er ab der U12 alle Nachwuchsmannschaften. In der Saison 2009/10 war Hürzeler mit den B1-Junioren (U17) in der B-Junioren-Bundesliga aktiv, für die er bereits in der Vorsaison als U16-Spieler zwei Spiele absolviert hatte. Zur Saison 2010/11 rückte der zentrale Mittelfeldspieler zu den A-Junioren (U19) in die A-Junioren-Bundesliga auf. Unter dem Cheftrainer Kurt Niedermayer absolvierte er alle 26 Ligaspiele in der Startelf und erzielte 4 Tore. Zudem saß der 18-Jährige am letzten Spieltag der Drittligasaison 2010/11 bei der zweiten Mannschaft in der 3. Liga auf der Bank, kam aber nicht zum Einsatz. Auch in der Saison 2011/12 war der Deutsch-Schweizer, der erneut alle 26 Spiele in der Startelf absolvierte und 2 Tore erzielte, in seiner letzten Saison bei den Junioren erneut unumstrittener Stammspieler. Mit seiner Mannschaft wurde er Meister der Staffel Süd/Südwest. In der Endrunde um die gesamtdeutsche Meisterschaft verlor man allerdings im Finale gegen den FC Schalke 04.
Zur Saison 2012/13 schaffte Hürzeler nicht den Sprung in die Profimannschaft von Jupp Heynckes, sondern wurde in den Kader der zweiten Mannschaft integriert, die mittlerweile in der viertklassigen Regionalliga Bayern spielte. Unter Mehmet Scholl absolvierte er 30 von 38 möglichen Spielen (26-mal in der Startelf). Die Bayern-Amateure wurden Vizemeister und verpassten damit die Aufstiegsspiele zur 3. Liga.
Anschließend bot der Verein ihm eine Vertragsverlängerung an, die er allerdings ablehnte. Der Mittelfeldspieler wechselte schließlich zur Saison 2013/14 in die Regionalliga Südwest zur zweiten Mannschaft der TSG 1899 Hoffenheim. In der Sommervorbereitung durfte er unter Markus Gisdol an einem Trainingslager der Bundesligamannschaft teilnehmen. In der Profimannschaft reichte es allerdings nur für ein paar Testspiele. Für die zweite Mannschaft kam Hürzeler unter Thomas Krücken und dessen Nachfolger Marco Wildersinn auf 25 Regionalligaeinsätze (20-mal von Beginn), in denen er 3 Tore erzielte. Parallel absolvierte er ein Fernstudium in Sportmanagement.
Nachdem Hürzeler in der neuen Saison noch an den ersten vier Spieltagen zum Einsatz gekommen war, kehrte er Ende August 2014 nach München zurück und schloss sich der zweiten Mannschaft des TSV 1860 an. Dort hatte er zunächst mit einem Bänderriss und einer Kapselverletzung im Sprunggelenk zu kämpfen. In der Saison 2014/15 kam er unter Torsten Fröhling und dessen Nachfolger Daniel Bierofka 16-mal in der Regionalliga Bayern zum Einsatz. In der Saison 2015/16 folgten unter Bierofka und dessen Nachfolger Marijan Kovačević 29 Spiele, in denen er 26-mal in der Startelf stand und 2 Tore erzielte.
Zur Saison 2016/17 wechselte der 24-Jährige in die fünftklassige Bayernliga Süd zum FC Pipinsried und wurde Spielertrainer. Er setzte sich selbst in allen 34 Spielen ein und führte die Mannschaft auf den 3. Platz, womit man sich für die Relegationsspiele zur Regionalliga Bayern qualifizierte. Dort traf man auf die zweite Mannschaft der SpVgg Greuther Fürth, die 15. in der Regionalliga geworden war. Nach einem 1:1 im Hinspiel schaffte der FC Pipinsried in der Verlängerung den Aufstieg. In den Spielzeiten 2017/18 und 2018/19 folgten 50 Regionalligaspiele (3 Tore) für den Verein, der im zweiten Jahr wieder den Gang in die Bayernliga Süd antreten musste. In der Saison 2019/20 setzte er sich nur noch in den ersten 3 Spielen ein. Im März 2020 wurde die Saison aufgrund der COVID-19-Pandemie unterbrochen und später als Saison 2019–21 verlängert.
Der 27-Jährige verließ den Verein im Sommer 2020, um Co-Trainer beim FC St. Pauli zu werden. Nach seinem Umzug nach Hamburg schloss er sich zur Saison 2020/21 dem Eimsbütteler TV in der sechstklassigen Landesliga Hamburg an. Mit dem Verein schaffte er in der Saison 2021/22 den Aufstieg in die Oberliga Hamburg. Dort absolvierte er in der neuen Spielzeit jedoch kein Spiel mehr.

### In der Nationalmannschaft
Hürzeler spielte im Juni 2008 einmal in der deutschen U15-Nationalmannschaft beim 1:1 gegen die Altersgenossen aus Polen. Von September 2008 bis Mai 2009 folgten 9 Einsätze in der U16, in denen der Mittelfeldspieler 5 Tore erzielte. Zwischen September 2009 und März 2010 wurde Hürzeler 10-mal in der U17 eingesetzt. Mit ihr verpasste er die Qualifikation zur U17-Europameisterschaft 2010. Im November 2011 folgte noch ein Einsatz in der U19.

## Trainerkarriere

### Anfänge
Neben seiner Tätigkeit als Spielertrainer beim FC Pipinsried wurde Hürzeler im Sommer 2018 Co-Trainer von Meikel Schönweitz bei der deutschen U20-Nationalmannschaft. Pipinsried war in den Abstiegsrängen und Manfred Bender wurde im September 2018 als gleichberechtigter Cheftrainer Pipinsrieds verpflichtet. Ab Juli 2019 war Hürzeler Co-Trainer von Christian Wörns bei der U20-Nationalmannschaft.

### FC St. Pauli
Zur Saison 2020/21 beendete der 27-Jährige seine Engagements beim FC Pipinsried und dem DFB, um beim Zweitligisten FC St. Pauli Co-Trainer des ebenfalls neuen Cheftrainers Timo Schultz zu werden. Er erhielt einen Vertrag bis zum 30. Juni 2022. Ende Februar 2022 begann er den 13-monatigen Lehrgang zur Pro Lizenz (ehemals Fußballlehrer).
Vor der Saison 2022/23 wurde sein Vertrag verlängert. Anfang Dezember 2022 wurde Schultz freigestellt, nachdem die Mannschaft die Hinrunde auf dem 15. Platz mit nur einem Punkt Vorsprung auf den Tabellenletzten beendet hatte. Der Deutsch-Schweizer übernahm daraufhin die Trainingsleitung während der Winterpause, die aufgrund der Weltmeisterschaft 2022 in Katar bereits Mitte November begonnen hatte. Nach einigen Einheiten und einem Testspiel wurde der 29-Jährige einen Tag vor Heiligabend offiziell zum Cheftrainer ernannt. Da er sich in den letzten Zügen des bis März 2023 laufenden Lehrgangs zur Pro Lizenz befand, durfte er die Zweitligaprofis sofort dauerhaft trainieren. Hürzeler gewann mit der Mannschaft seine ersten zehn Spiele in der 2. Bundesliga und stellte damit einen neuen Rekord auf. Dieser wurde zuvor von Hans-Dieter Tippenhauer (1979 mit Arminia Bielefeld) und Jürgen Wähling (1986 mit Hannover 96) gehalten, die ihre ersten acht Spiele gewonnen hatten. Zuvor hatte er bereits den vereinsinternen Startrekord von Kurt Krause, der 1965 seine ersten 6 Spiele gewonnen hatte, gebrochen. Unterdessen erhielt Hürzeler Anfang April 2023 die Pro Lizenz. Durch die Siegesserie verließ der FC St. Pauli schnell die Abstiegsregion und hatte nach dem 27. Spieltag nur noch vier Punkte Rückstand auf den Aufstiegsrelegationsplatz sowie sechs Punkte Rückstand auf einen Aufstiegsplatz. Erst im 11. Spiel wurden durch eine Niederlage die ersten Punktverluste verbucht. Der FC St. Pauli war mit 13 Siegen sowie jeweils zwei Unentschieden und Niederlagen mit 41 Punkten die mit Abstand beste Rückrundenmannschaft. In der Abschlusstabelle belegte das Team mit 58 Punkten den 5. Platz. 
In der Hinrunde der Saison 2023/24 konnten die guten Leistungen bestätigt werden und St. Pauli stand zur Winterpause mit 33 Punkten ungeschlagen (8 Siege, 9 Unentschieden) auf dem 2. Platz. Hürzelers Vertrag wurde im März 2024 über die Saison hinaus verlängert. Nach einer ebenso starken Rückrunde stand am 33. Spieltag der Aufstieg in die Bundesliga fest. Am letzten Spieltag sicherte man sich mit 69 Punkten die Zweitligameisterschaft. Damit kehrte der FC St. Pauli nach 13 Jahren in die höchste deutsche Spielklasse zurück.

### Brighton & Hove Albion
Trotz des Aufstiegs mit dem FC St. Pauli wechselte Hürzeler zur Saison 2024/25 in die Premier League zu Brighton & Hove Albion. Er unterschrieb einen Vertrag bis zum 30. Juni 2027 und übernahm die Nachfolge von Roberto De Zerbi. Der 31-Jährige wurde damit zum jüngsten Cheftrainer der Premier-League-Geschichte. In seiner ersten Saison belegte Brighton den achten Platz in der Liga, jedoch wurde die Qualifikation für den europäischen Wettbewerb verpasst, da Crystal Palace aufgrund ihres FA-Cup-Sieges den Europa-League-Startplatz erhielt.

## Erfolge

### Als Spieler
- Aufstieg in die Regionalliga Bayern: 2017 (FC Pipinsried)
- Aufstieg in die Oberliga Hamburg: 2022 (Eimsbütteler TV)
- Meister der A-Junioren-Bundesliga Süd/Südwest: 2012 (FC Bayern München)

### Als Trainer
- Deutscher Zweitligameister und Aufstieg in die Bundesliga: 2024 (FC St. Pauli)
- Aufstieg in die Regionalliga Bayern: 2017 (FC Pipinsried)